# Грађански рат у Богенвилу
Грађански рат у Богенвилу представљао је оружани конфликт са више страна у сукобу, који се водио од 1988. до 1998. у провинцији Северна Соломонова острва у Папуи Новој Гвинеји између војске Папуе Нове Гвинеје и сецесионистичких снага Богенвилске револуционарне армије, као и између Богенвилске револуционарне армије и других оружаних група на Богенвилу. Председник Богенвила Џон Момис описао је сукоб као највећи сукоб у Океанији од краја Другог светског рата 1945. године, при чему се неке процене броја погинулих међу становницима Богенвила крећу између 15 000 и 20 000 погинулих, док ниже процене говоре о око 1000-2000 жртава.
Сукоб је окончан примирјем 1998. и потписивањем Богенвилског мировног споразума 2001. године. Влада Папуе Нове Гвинеје је пристала на оснивање аутономне владе Богенвила, као и на уступање одређених права и овлашћења која би аутономна влада имала над територијом која је постала позната као Аутономна покрајина Богенвил, а која укључује и удаљена мала острва поред самог острва Богенвил. Према договору власти Папуе Нове Гвинеје и Богенвила, након референдума одржаног 2019. године, одлучено је да Богенвил постане независна држава до 2027. године.

## Историјска позадина (1930–1988)
У време кад је Богенвил био под аустралијском влашћу, рудна жила је први пут откривена на Богенвилу 1930. године. Откриће огромних налазишта руде бакра у планинском ланцу Краун Принс на острву Богенвил током 1960-их довело је до оснивања огромног рудника бакра Богенвил од стране аустралијске компаније Рио Тинто. Рудник Пангуна започео је са радом 1972. године под управом фирме Bougainville Copper Ltd, при чему је влада Папуа Нове Гвинеје као акционар задржала 20% власништва над рудником. У то време, рудник Пангуна је био највећи отворени рудник на свету. Овај рудник је доносио више од 45% националног прихода Папуе Нове Гвинеје од извоза, тако да је био од виталног значаја за економију земље.
Рудник је привукао више хиљада радника на острво, углавном држављана других острва у саставу Папуе Нове Гвинеје, које су староседеоци Богенвила прозвали „црвенокошцима“ због њихове боје коже. Насупрот томе, већина домородаца на острву сматра себе припадницима црне расе. У рудник су долазили и многи „белокошци“, углавном аустралијски држављани. Становници Богенвила нису желели ни мигранте ни имигранте на својој земљи; посебно су били неблагонаклони према „црвенокошцима“, због културолошких разлика између ове две популације.
Са почетком рударских операција у Пангуни, почели су да се јављају сукоби. Многи локални земљопоседници заузели су став против рудника који је довео до прилива радне снаге из других делова Папуа Нове Гвинеје. Поред тога, староседеоци су били забринути због штетних утицаја на животну средину, док су запажали да већина профита од рудника напушта острво. Пре стицања независности Папуе Нове Гвинеје 1975. године, острво Богенвил је покушало да се отцепи и постане независно. Његови представници постигли су договор о даљој децентрализацији са аустралијском владом, што је донекле ублажило забринутост становништва Богенвила.

## Сецесионистички покрет и избијање сукоба
До краја 1988. тензије око рудника довеле су до локалног насиља. Огромно загађење ваздуха и воде, онемогућавање пољопривредне производње, као и међунационална нетрпељивост довели су до све чешћих сукоба. Влада је стога распоредила мобилне одреде Краљевске полиције Папуе Нове Гвинеје и Одбрамбене снаге Папуе Нове Гвинеје у околину рудника Пангуна. Иако је првобитно био ограничен на подручје око рудника, сукоб се касније интензивирао. Обе стране су пријавиле случајеве злочина против староседелачког становништва током борби између владиних снага и побуњеника Богенвилске револуционарне армије. Сукоб је затим прерастао у општу сепаратистичку побуну. Компанија Рио Тинто је 1989. затворила рудник, а многи дошљаци напустили су острво. Борбе су трајале годину дана, а у том периоду је наводно дошло до широко распрострањеног кршења људских права, укључујући спаљивање бројних села. Међутим, почетком 1990. Папуа Нова Гвинеја је повукла своје трупе, чиме је Богенвил потпао под пуну контролу Богенвилске револуционарне армије. Упркос томе што је првобитно пристао на разоружање својих снага и почетак преговора, лидер Богенвилске револуционарне армије Франсис Она једнострано је прогласио независност Богенвила у мају 1990.
Услед једностраног проглашења независности, влада Папуе Нове Гвинеје је увела блокаду Богенвила. Блокада је спроведена коришћењем хеликоптера UH-1 Ироквојс и патролних чамаца класе Пацифик који су испоручени Папуи Новој Гвинеји као помоћ аустралијске владе касних 1980-их у оквиру програма сарадње у области одбране који је трајао од проглашења независности Папуе Нове Гвинеје. Други облици подршке Аустралије, који су представљали део њених напора за изградњу капацитета Папуе Нове Гвинеје, укључивали су финансирање Одбрамбених снага Папуе Нове Гвинеје, набавку оружја и муниције, логистику, обуку и слање појединих специјалистичких и техничких саветника и особља. Слична помоћ пружена је и полицијским снагама. Аустралија је послала хеликоптере без наоружања и под условом да се неће користити у оружаним сукобима; међутим, Одбрамбене снаге Папуе Нове Гвинеје су накнадно уградиле митраљезе у супротности са споразумом и касније их користиле као борбене летелице.  Блокада је остала на снази до примирја 1994. (иако је према неким деловима Богенвила блокада неформално продужена до 1997). Индонезија је такође помагала властима Папуе Нове Гвинеје у борби.
Франсис Она је успоставио привремену владу Богенвила, самопрогласивши се за председника. Бивши премијер покрајинске владе Џозеф Кабуи именован је за потпредседника. За војног команданта Богенвилске револуционарне армије постављен је Сем Кауона, бивши официр Одбрамбених снага Папуе Нове Гвинеје. Ипак, привремена влада Богенвила је поседовала мало стварне моћи и острво је почело да тоне у хаос.  Командна структура коју је успоставила Богенвилска револуционарна армија у малој је мери имала стварну контролу над разним групама широм острва које су тврдиле да представљају део Богенвилске револуционарне армије. Бројне криминалне банде које су биле повезане са Богенвилском револуционарном армијом, опремљене углавном оружјем сачуваним из борби у Другом светском рату, терорисале су села, почињавајући убиства, силовања и пљачку. Богенвил је подељен између неколико фракција, пошто је сукоб попримио етничке и сепаратистичке карактеристике.
Поделе у сукобу су углавном биле повучене по клановским линијама. Поред блокаде, постојало је 70–80 мањих племенских сукоба које је привремена влада Богенвила требало да реши. Пошто је привременом владом Богенвила, као и Богенвилском револуционарном армијом, доминирао клан Насиои, становници острва из других кланова су били скептични према њиховим циљевима, посебно на северном Богенвилу. На острву Бука, северно од Богенвила, формирана је локална милиција која је успела да истисне Богенвилску револуционарну армију у септембру, уз помоћ папуанских трупа. До краја 1990. Одбрамбене снаге Папуе Нове Гвинеје су контролисале Буку, док је Богенвилска револуционарна армија контролисала остатак Богенвила. Рани покушаји решавања сукоба резултирали су потписивањем споразума 1990. и 1991. године; међутим, ниједна од страна није поштовала услове споразума.  У међувремену, руководство Богенвилске револуционарне армије, које су предводили Она и Кауоне, дошло је у сукоб са некима од политичких лидера, као што је био Кабуи. Неколико других провладиних сеоских милиција, које су заједничким именом називане снагама отпора, а које су наоружавале Одбрамбене снаге Папуе Нове Гвинеје, истиснуле су Богенвилску револуционарну армију из својих области. Током 1991–92, Одбрамбене снаге Папуе Нове Гвинеје су се постепено враћале у Богенвил, преузимајући контролу над севером и југозападом главног острва.
Политика Папуе Нове Гвинеје према Богенвилу је постала агресивнија након пораза актуелне владе на изборима 1992. године. Нови премијер Пајас Вингти заузео је знатно ратоборнији став. У периоду 1992–93, Одбрамбене снаге Папуе Нове Гвинеје су покренуле бројне неодобрене прекограничне упаде на Соломонова острва у потрази за присталицама Богенвилске револуционарне армије. Односи Папуе Нове Гвинеје са Соломоновим Острвима су постали затегнути, а једном приликом су се снаге Папуе Нове Гвинеје сукобиле са полицијом Соломонових острва, уз размену ватре. У другој ситуацији, трупе Одбрамбених снага Папуе Нове Гвинеје искрцале су се на острво Оема. Одбрамбене снаге Папуе Нове Гвинеје су, у савезу са снагама отпора, поново заузеле Араву, главни град провинције Богенвил, у фебруару 1993. Папуански министар иностраних послова сер Џулијус Чен покушао је да окупи мировне снаге сачињене од трупа из других држава подручја Пацифика, али је Вингти одбио ту идеју. Вингти је затим наредио војсци да поново заузме рудник Пангуна, у чему је у први мах био успешан. Међутим, његова влада је била кратког века и у августу 1994. на месту премијера га је заменио Џулијус Чен. Напад на Пангуну је након тога окончан неуспехом. Одбрамбене снаге Папуе Нове Гвинеје су све више трпеле губитке од стране побуњеника у унутрашњости острва, где је џунгла ограничавала видљивост и ефикасност њених патрола.
Чен је исказао намеру да пронађе мирно решење сукоба, договоривши прекид ватре на састанку са Кауоном на Соломоновим острвима у септембру. Сложили су се да одрже мировну конференцију у Арави тог октобра, уз обезбеђење мировних снага Јужног Пацифика, предвођених Аустралијом. Међутим, лидери привремене владе Богенвила су бојкотовали конференцију, тврдећи да се њихова безбедност не може гарантовати.  У одсуству Оне, Кабуи и Кауона су се истакли као умеренији лидери Богенвилске револуционарне армије. Ченова влада је потом ушла у преговоре са групом поглавица из клана Насиои, на челу са Теодором Мирјунгом, бившим адвокатом Удружења земљопоседника Пангуне. То је резултирало успостављањем прелазне владе Богенвила у априлу 1995. године, са главним градом у Буки. Мирјунг је био именован за премијера компромисне владе, али на крају „није био у стању да премости јаз између тврдолинијаша на обе стране“.
У међувремену, Чен је почео да испољава фрустрацију због изостанка напретка. Након рунде преговора у Кернсу, Аустралија, у септембру и децембру 1995, између Богенвилске револуционарне армије, Богенвилске прелазне владе и владе Папуе Нове Гвинеје, у јануару 1996, након повратка у Богенвил, на представнике Богенвилске револуционарне армије/Богенвилске привремене владе, укључујући Кабуија, пуцали су припадници Одбрамбених снага Папуе Нове Гвинеје. Касније су на кућу представника Богенвилске привремене владе на Соломоновим острвима, Мартина Мирорија, бачене бомбе. Богенвилска револуционарна армија је потом предузела акцију одмазде на северном Богенвилу и на Буки. Чен је одлучио да одустане од покушаја да се дође до мирног решења и 21. марта 1996. одобрио је укидање примирја на Богенвилу. У обраћању нацији, објавио је своју одлуку да се приступи војном решењу.

## Афера Сендлајн
Пошто је влада Аустралије одбила да пружи директну војну подршку Папуи Новој Гвинеји, заговарајући политичко решење сукоба, Чен је почео да тражи друге савезнике. Афера Сендлајн започела је у марту 1996. године, када је влада Папуе Нове Гвинеје покушала да унајми плаћенике од приватне војне компаније са седиштем у Лондону Sandline International, која је након тога запослила јужноафричку фирму за извођење војних операција Executive Outcomes. Док су трајали преговори са компанијом Sandline, у јулу су Одбрамбене снаге Папуе Нове Гвинеје покренуле нову офанзиву на Богенвил. Напад, међутим, није успео, због лошег логистичког планирања, недостатка обавештајних података о локацијама Богенвилске револуционарне армије и све већег броја жртава.
У септембру су милитанти Богенвилске револуционарне армије напали војни камп Папуе Нове Гвинеје на плажи Кангу уз помоћ чланова локалне групе милиција, убивши дванаест војника Одбрамбених снага Папуе Нове Гвинеје и узевши пет талаца. Овај инцидент је представљао највећи појединачни губитак за Одбрамбене снаге Папуе Нове Гвинеје у целом току сукоба. Следећег месеца, Теодор Мирјунг је убијен. Накнадна независна истрага оптужила је за овај атентат припаднике Одбрамбених снага Папуе Нове Гвинеје, као и милиције које су припадале снагама отпора.  Дисциплина и морал су се брзо погоршавали у редовима војске Папуе Нове Гвинеје, чије су трупе стога повучене у августу, након што је дошло до застоја у офанзиви.  У то време, Одбрамбене снаге Папуе Нове Гвинеје су, уз помоћ богенвилских снага отпора, имале „прихватљиву“ контролу над око 40 процената острва, али су ипак и даље биле рањиве на герилске нападе, тако да је Богенвилска револуционарна армија успоставила надмоћ над владиним снагама.
Чен је донео закључак да највеће шансе да поврати рудник Пангуна има уз помоћ плаћеника компаније Sandline, тако да је уговор са компанијом потписан у јануару 1997. Међутим, вест о његовој намери да ангажује плаћенике процурила је у аустралијску штампу, након чега је уследила међународна осуда овог потеза. Иако је у почетку подржавао овај план, командант Одбрамбених снага Папуе Нове Гвинеје, Џери Сингирок, тада се успротивио плану и наредио да сви плаћеници буду притворени по доласку у земљу. У новонасталој ситуацији, Папуа Нова Гвинеја је дошла на ивицу војног удара, док је парламент био окружен демонстрантима и великим бројем војника. Аустралијска влада извршила је притисак на Папуу Нову Гвинеју да раскине уговор са компанијом Sandline и пресрела је контигент опреме која је допремљена за плаћенике. Чен је поднео оставку, а плаћеници су депортовани са територије Папуе Нове Гвинеје.
Након тога, сукоб се наставио све до 1997. године. У то време на острву је било распоређено приближно 800 припадника Одбрамбених снага Папуе Нове Гвинеје и 150 припадника „одреда за сузбијање побуне“, док су снаге отпора вероватно бројале око 1.500 људи. Припаднике ових снага су наоружале Одбрамбене снаге Папуе Нове Гвинеје и они су деловали углавном у улози локалних одбрамбених снага, док је само мањи број био укључен у патролирање са Одбрамбеним снагама Папуе Нове Гвинеје или директно укључен у борбе. Снага Богенвилске револуционарне армије процењена је на око 2000 људи наоружаних са око 500 комада модерног оружја (углавном преотетог или купљеног од припадника Одбрамбених снага Папуе Нове Гвинеје или „одреда за сузбијање побуне“) и неколико хиљада комада старог оружја из Другог светског рата или ручно израђеног оружја. 

## Завршетак рата и последице
Избор новог премијера Папуе Нове Гвинеје Била Скејта, који се раније противио војном решењу, пружио је подстицај мирном решењу сукоба. Средином 1997. одржани су разговори у Хонијари и Бернаму на Новом Зеланду који су резултирали примирјем, као и споразумом о демилитаризацији острва. Након тога је распоређена ненаоружана Група за праћење примирја, коју је предводио Нови Зеланд, а коју су подржале Аустралија, Фиџи и Вануату. Од тада на острву углавном траје прекид ватре. Након што су прекинули повезаност са Оном, Кауона и Кабуи ушли су у мировне преговоре са Скејтовом владом у Крајстчерчу, на Новом Зеланду, који су кулминирали потписивањем Линколнског споразума, потписаног на Универзитету Линколн у Крајстчерчу, у јануару 1998. Према условима споразума, Папуа Нова Гвинеја је почела да повлачи своје војнике са острва, а предузети су кораци за разоружавање Богенвилске револуционарне армије и богенвилских снага отпора, док је распоређена мултинационална Група за праћење мира, под вођством Аустралије, која је заменила Групу за праћење примирја. Закон којим би била успостављена богенвилска влада помирења није успео да буде изгласан у парламенту Папуе Нове Гвинеје у децембру 1998.
Покрајинска влада Богенвила, која је добила исти статус као и владе осталих осамнаест провинција Папуе Нове Гвинеје, са Џоном Момисом као гувернером, успостављена је у јануару 1999. године. Ова влада је, међутим, суспендована након што је њено формирање наишло на противљење и привремених власти Буке/Богенвилске револуционарне армије, као и Богенвилске прелазне владе. Начињени су планови за измену система власти, која ће бити спроведена у две фазе: прву је чинило стварање Уставотворне скупштине Богенвила, а другу избори за Народни конгрес Богенвила. Избори су одржани у мају, а Кабуи је проглашен за председника. Међутим, Момис је оспорио законитост ових избора, уз подршку бројних племенских поглавица и вођа отпора. У новембру је основано ново тело, Привремена покрајинска влада Богенвила, на чијем је челу био Момис. Приближавање Кауоне и Момиса довело је до споразума кроз који би два тела деловала координисано. Организовани процес помирења почео је на племенском нивоу почетком 2000-их.
Мировни споразум је постигнут 2001. године, што је довело до могућности стварања аутономне владе Богенвила. Ипак, Она је одбио да на било који начин учествује у мировном процесу и, са малом групом бораца, одвојио се од Богенвилске револуционарне армије. Током наредних година, наставио је да одбија учешће у новој влади, заузимајући област око рудника која је остала забрањена зона и проглашавајући себе 'краљем' Богенвила пре него што је умро од маларије 2005. У мају и јуну 2005. одржани су избори за прву аутономну владу Богенвила, на којима је Џозеф Кабуи изабран за председника.
У марту 2006. др Шаиста Шамим из радне групе Уједињених нација за плаћенике затражио је од Фиџија и Папуе Нове Гвинеје дозволу да пошаље тим који ће истражити наводе о присуству бивших војника из Фиџија у Богенвилу. 2011. године, бивши премијер Папуе Нове Гвинеје сер Мајкл Сомаре дао је изјаву у којој је тврдио да је Рио Тинто играо улогу у грађанском рату, помажући у финансирању акција владе Папуе Нове Гвинеје током сукоба у Богенвилу, покушавајући да омогући поновно отварање рудника, који није у функцији од 1989. Влада Богенвила је добила контролу над рударством на острву након доношења Закона о рударству на Богенвилу у марту 2015. године; међутим, рудник Пангуна је и даље затворен.
Јула 2021, власти Богенвила постигле су споразум са компанијом Рио Тинто, којим се, поред осталог, ова компанија обавезује да финансира спровођење независних испитивања о утицају који је функционисање рудника Пангуна на Богенвилу у периоду од 1972. до 1989. имало на животну средину, а што је, како се у документу који су представници компаније и власти Богенвила потписали, "довело до побуне против рудника и последичног грађанског рата". Истовремено, Рио Тинто се обавезао да учествује у санирању штете коју је функционисање рудника имало на локалне заједнице. Такође, Рио Тинто је пренео власништво 53,83% рудника на владе Папуе Нове Гвинеје и Богенвила.
Џон Момис, председник аутономне области Богенвил, описао је овај рат као највећи сукоб у Океанији од краја Другог светског рата. Верује се да губици Одбрамбених снага Папуе Нове Гвинеје током борби укључују више од 300 убијених. Са друге стране, аустралијска влада је проценила да је између 15 000 и 20 000 људи могло да погине током сукоба на Богенвилу. Међутим, конзервативније процене наводе да је број погинулих у борби износио између 1000 и 2000. Други извори процењују да је од 10 000 до 20 000 житеља Богенвила умрло од насиља или болести током овог периода, док је до средине 1990-их преко 60 000 житеља Богенвила живело у камповима за интерно расељена лица, а хиљаде их је избегло на оближња Соломонска острва.

## Референдум о независности
Један од услова наведених у мировном споразуму био је да се референдум о политичком статусу Богенвила одржи у року од двадесет година, при чему је предвиђени термин референдума био између 2015. и 2020. године. У јануару 2016. аутономна влада Богенвила и влада Папуе Нове Гвинеје постигле су споразум о оснивању Комисије о референдуму на Богенвилу. Комисија је добила задатак да обави припреме за гласање о будућем политичком статусу Богенвила 2019. Крајем новембра и почетком децембра 2019. одржан је необавезујући референдум о независности, у коме је огромна већина гласача (више од 98%) гласала за независност Богенвила. У јулу 2021. године постигнут је споразум између влада Папуе Нове Гвинеје и Богенвила, према коме ће Богенвил стећи независност до 2027. године.

## Уметнички прикази
Богенвилски сукоб је описан у роману Мистер Пип из 2006. године, који је написао новозеландски новинар Лојд Џонс, који је писао о рату, али није могао да посети Папуу Нову Гвинеју. Филмска адаптација овог романа снимљена је 2012. године, под називом Мистер Пип, а у њој главне улоге тумаче Хју Лори и новогвинејска глумица Ксзанџа Матси.